# Johann Christoph Pfaff
Johann Christoph Pfaff (Pfullingen, 28 maggio 1651 – Tubinga, 6 febbraio 1720) è stato un teologo tedesco.

## Biografia
Il più antico capostipite conosciuto della famiglia paterna è il calderaio di Aarau Caspar Pfaff: suo figlio Wilhelm Pfaff fu amministratore di corte a Urach, suo nipote Johann Pfaff fu sovrintendente a Urach e abate a Königsbronn durante la guerra dei trent'anni, il suo pronipote Johann Wilhelm Pfaff (1612 ca.-1662) fu parroco dal 1649 a Pfullingen e successivamente sovrintendente a Göppingen; dal matrimonio di questi con Anna Katharina Eislinger (1629-1703) nacque Johann Christoph Pfaff .
Dopo la morte prematura del padre, Pfaff frequentò le scuole monastiche di Hirschau e Bebenhausen e nel 1670 entrò nell'Università di Tubinga; nel 1673 si laureò, ottenendo il titolo di Magister artium. Nel 1683 divenne diacono di Urach e nel 1685 nella chiesa di San Leonardo a Stoccarda; nel 1686 nacque suo figlio Christoph Matthäus Pfaff.
Nel 1697 fu nominato professore di filosofia all'Università di Tubinga e, nel 1699, conseguì il dottorato in teologia, il che gli permise di entrare nella Facoltà di teologia da professore associato.
Il suo lavoro accademico si concentrò sulla spiegazione dell'Antico e del Nuovo Testamento, sulla dogmatica e sulla polemica teologica; scrisse delle dissertazioni sul Vangelo secondo Matteo, dei commenti sulla sinossi di Theodor Thumm, dei trattati sulla teologia mistica e sull'ubiquità.

## Opere
- (LT) Dogmata Protestantium ex jure canonico comprobata, 1712.